# 四十七烷
四十七烷是一种有机化合物，化学式为C47H96，它的同分异构体中，CAS号有记载的有27个。
四十七烷在760 mmHg时的沸点为565 °C，安托万常数为A=7.1878，B=2503.3，C=16.7。它的临界点为974.00 K、7.44 bar。